# كريستوفر نيكول
كريستوفر نيكول (بالإنجليزية: Christopher Nicole) (7 ديسمبر 1930، جورج تاون في غيانا)؛ كاتب وروائي بريطاني.

## روابط خارجية
- كريستوفر نيكول على موقع IMDb (الإنجليزية)
- كريستوفر نيكول على موقع قاعدة بيانات الفيلم (الإنجليزية)